# Mikronesienspiele 2014
Die VIII. Mikronesischen Spiele 2014 fanden vom 20. bis 30. Juli auf der Insel Pohnpei in den Föderierten Staaten von Mikronesien statt. Neun mikronesische Nationen und Gebiete entsandten rund 1400 bis 1500 Athletinnen, Athleten und Betreuer. Auf dem Programm standen 14 Sportarten – von Leichtathletik, Baseball und Basketball über Schwimmen, Gewichtheben und Ringen bis hin zu traditionellen Mehrkämpfen wie dem Micronesian All Around sowie Va’a (Auslegerkanu), Speerfischen, Volleyball und erstmals Fußball.
Pohnpei war einziger Bewerber um die Austragung und investierte große Anstrengungen in den Bau und die Renovierung von Sportanlagen. Das Organisationsbudget betrug etwa 1,8 Millionen US-Dollar und wurde durch regionale Unterstützung, Spenden und öffentliche Mittel getragen. Die Veranstaltung stand zudem unter dem Zeichen einer Masernepidemie, was zu umfangreichen Impfmaßnahmen und Vorsichtsmaßnahmen für Bevölkerung und Teilnehmende führte.
Zu den teilnehmenden Teams gehörten Guam, die Nördlichen Marianen, die Marshallinseln, Nauru, Palau, sowie separate Delegationen der vier Bundesstaaten der Föderierten Staaten von Mikronesien: Chuuk, Kosrae, Pohnpei und Yap. Das ursprünglich angemeldete Kiribati verzichtete kurzfristig auf eine Teilnahme.
Im Medaillenspiegel dominierte Guam, nicht zuletzt dank der herausragenden Schwimmleistungen von Pilar Shimizu (achtmal Gold) und Jagger Stephens (zehnmal Gold), die als beste Athletin und bester Athlet der Spiele ausgezeichnet wurden. Gastgeber Pohnpei erreichte mit insgesamt 114 Medaillen die höchste Gesamtausbeute, während die Marshallinseln, Palau, Yap, die Nördlichen Marianen, Nauru, Kosrae und Chuuk ebenfalls Erfolge verbuchten.